# Nara Leane Moreira da Costa Brandão
Nara Leane Moreira da Costa Brandão (1952) es una bióloga, taxónoma, botánica, curadora, y profesora brasileña.

## Biografía
En 1974, obtuvo la licenciatura en ciencias biológicas por la Universidad Gama Filho; un máster en botánica supervisada por la Dra. Emília Albina Alves dos Santos (1936), defendiendo la tesis "Revisão do Gênero Helicteres L. que ocorrem na Região Sudeste do Brasil", por la Universidad Federal de Río de Janeiro (1981).
Es autora en la identificación y nombramiento de nuevas especies para la ciencia, a abril de 2015, de cinco nuevos registros de especies, especialmente de la familia Sterculiaceae, y en especial del género Helicteres (véase más abajo el vínculo a IPNI).

## Algunas publicaciones
- COSTA, N. L. M. 1984. Helicteres brachypetala Leane nov.sp. Bradea (Rio de Janeiro) 4: 56-58

- COSTA, N. L. M. 1982. Helicteres eitenii Leane nov.sp. Bradea (Rio de Janeiro) 3: 229-231

- da COSTA, J. S.; SANTOS, Emília; TRINTA, E. F.; COSTA, NARA L. M.; CUNHA, Maria Cristina S. 1982. Ervas Daninhas no Brasil. Solanaceae I. Gênero Solanum L. Boletim de Pesquisa e Desenvolvimento (Embrapa Pecuária Sudeste, impreso) 20: 5-32

- da COSTA, J S.; SANTOS, Emília; TRINTA, E. F.; COSTA, N. L. M.; CUNHA, Maria Cristina S. 1982. Ervvas Daninhas do Brasil. Solanaceae II. Boletim de Pesquisa e Desenvolvimento (Embrapa Pecuária Sudeste, impreso) 28: 5-81

- FERNANDES B., Celica Isaura; COSTA, NARA L. M.; NOBRE DE MELLO, P. Q.; FERNANDES O., R.; LAROCHE, Rose Claire Maria. 1980. O Campo de Santana. Rodriguesia 32: 407-414

- COSTA, N. L. M. 1979. Uma Nova Espécie de Helicteres L. Boletim do Museu Nacional. Botânica (cesó en 1995) 2: 1-3

- SANTOS, Emília; COSTA, N. L. M.; GUIMARÃES, M. C. D. 1978. Os Typus das Plantas Vasculares do Herbário do Museu Nacional III. Boletim do Museu Nacional. Botânica (cesó en 1995) 49: 1-35

- da COSTA, J. S.; SANTOS, Emília; TRINTA, E. F.; CUNHA, Maria Cristina S.; COSTA, N. L. M. 1975. Invasoras da Cultura de Trigo no Rio Grande do Sul. Revista Brasileira de Sementes (impreso) I: 3-11

## Libros
- COSTA, N. L. M.; LOPES, S. S. 1999. Ecologia e Meio Ambiente-Mais de Mil Conceitos. Volta Redonda: Fundação Educacional Rosemar Pimentel

- COSTA, N. L. M. 1982. Revisão das espécies do gênero Helicteres L. (Sterculiaceae) que ocorrem na Região Sudeste do Brasil, iv + 150 pp. 75 planchas, il.

## Membresías
- Sociedad Botánica de Brasil[5]

- Portal:Biografías. Contenido relacionado con Botánica.
- Portal:Biología. Contenido relacionado con Taxonomía.